# Örvös frankolin

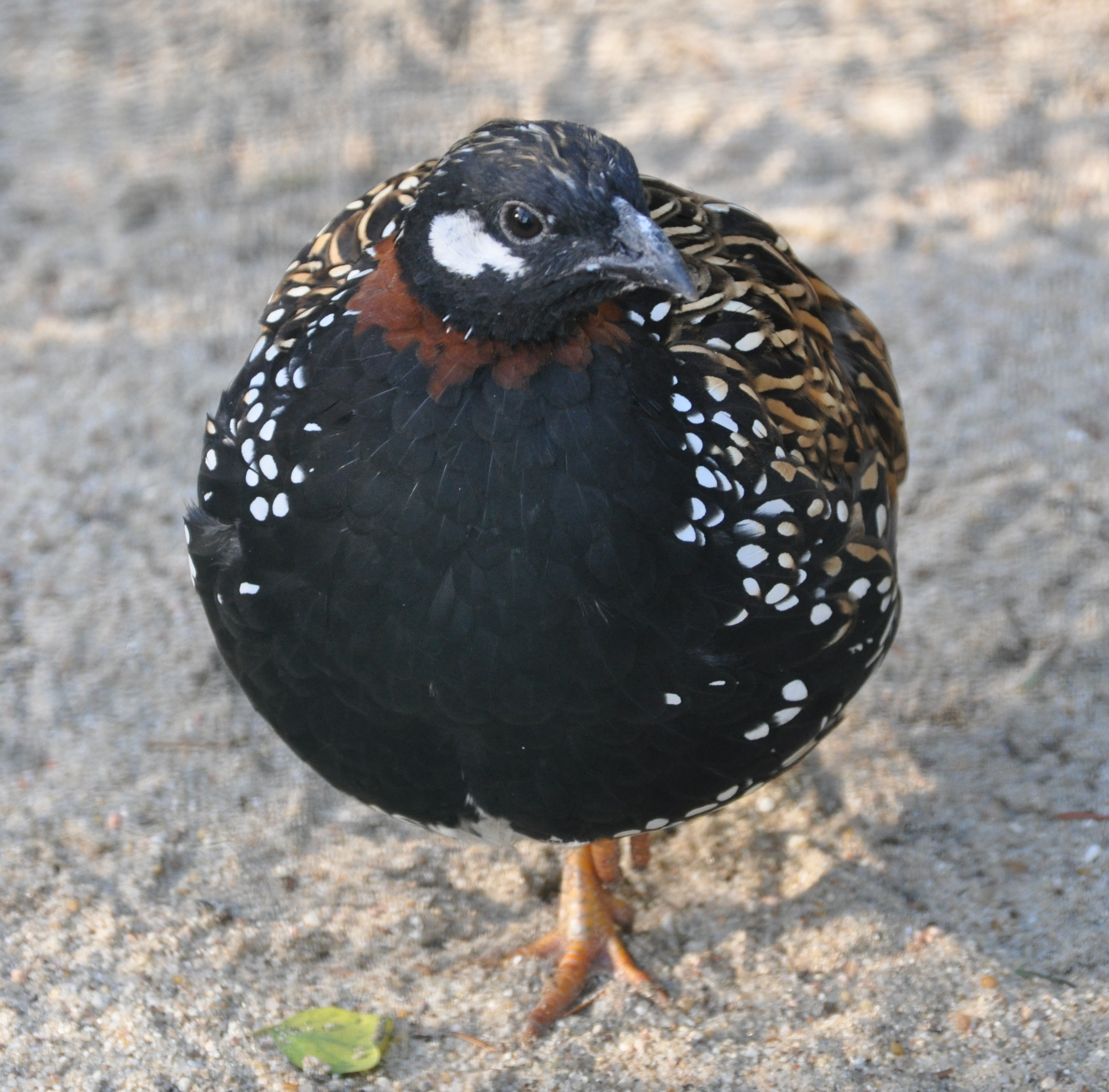

Az örvös frankolin (Francolinus francolinus) a madarak osztályának tyúkalakúak (Galliformes) rendjébe és a fácánfélék (Phasianidae) tartozó faj.

## Előfordulása
Egyike azon kevés frankolin fajnak, amelyek Afrikán kívül élnek.
Eurázsia déli részén Törökországtól, Cipruson és Pakisztánon keresztül egészen India északi részéig honos.
Korábban költött Spanyolországban (1840-ig) és Szicíliában is (1870-ig), ezek feltehetően korábban betelepített madarak voltak.
Az indiai Haryana állam nemzeti madara.
A sík területeket kedveli, akár 1600 méteres magasságon is megtalálható.
Betelepítették Portugália, az Amerikai Egyesült Államok, Hawaii és Guam területére is.

## Alfajai
- Francolinus francolinus arabistanicus Zarudny & Harms, 1913
- Francolinus francolinus asiae Bonaparte, 1856
- Francolinus francolinus bogdanovi Zarudny, 1906
- Francolinus francolinus francolinus (Linnaeus, 1766)
- Francolinus francolinus henrici Bonaparte, 1856
- Francolinus francolinus melanonotus Hume, 1888

## Megjelenése
Tollazatára a barna szín jellemző, fekete, fehér és gesztenyebarna mintázatokkal. Gesztenyebarna folt van a tarkóján, fehér az arcrészén. Háta vízszintes vonalakkal díszített, melle fekete, hasa fehér pettyezett, szárnya csíkozott.

## Szaporodása

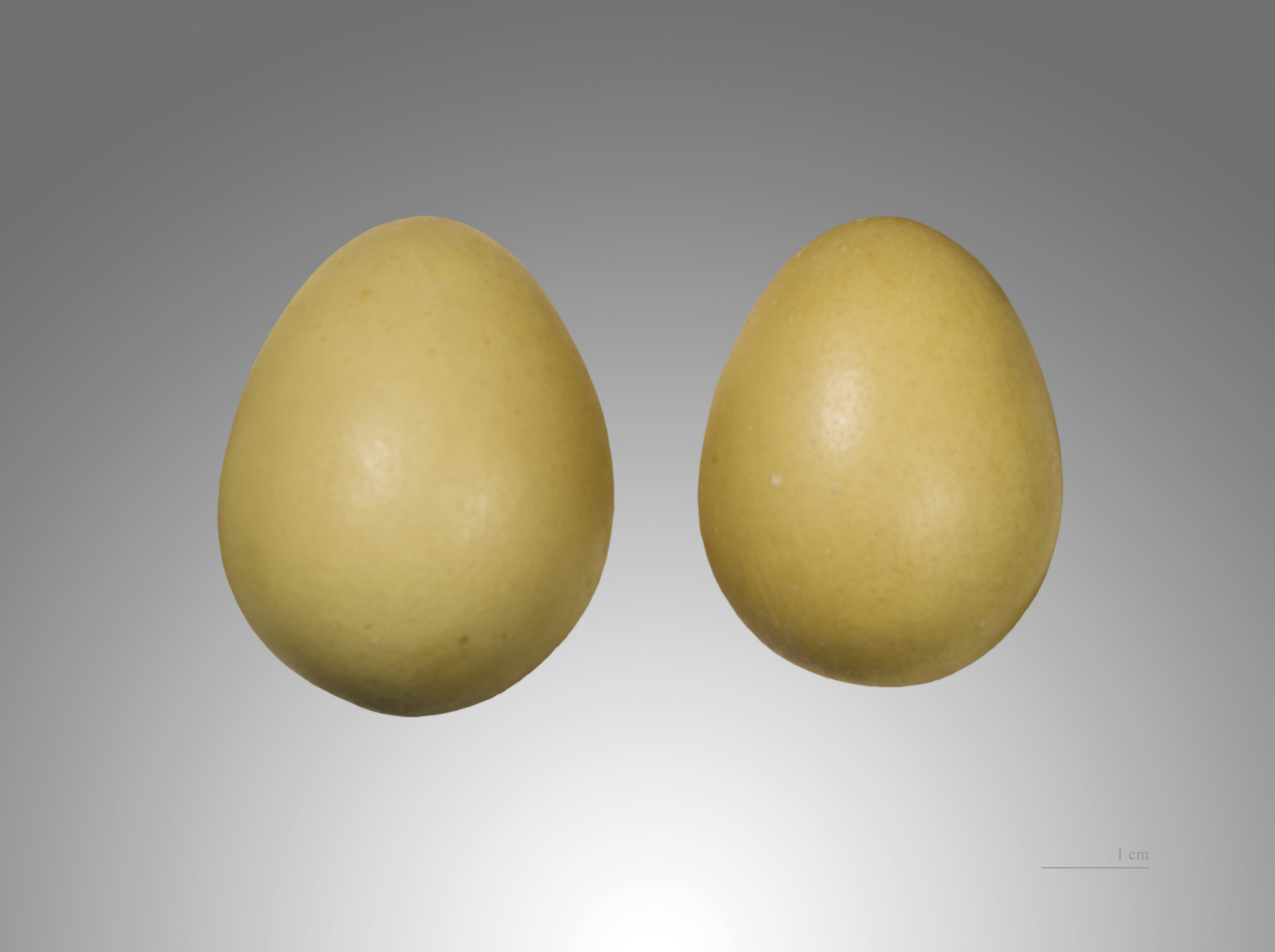
Francolinus francolinus

A bokrok közé, a földre rejti fűvel bélelt fészkét. Fészekalja 8-12 tojásból áll, melyen 18-19 napig kotlik.

## Életmódja
Magvakkal, rügyekkel és rovarokkal táplálkozik.

## Külső hivatkozások
- Képek az interneten a fajról
- Internet Bird Collection - videók a fajról
- Xeno-canto.org - a faj hangja és elterjedési területe